# Smicridea bivittata
Smicridea bivittata là một loài Trichoptera trong họ Hydropsychidae. Loài này komt voor in het Neotropisch en het Nearctisch gebied.